# Jean Parent
Jean Eugène Ferdinand Parent (Lilla, 7 maggio 1928 – Marcq-en-Barœul, 9 febbraio 2019) è stato uno schermidore francese, vincitore di due medaglie d'argento ai campionati mondiali di scherma.